# Kanton Rennes-Est
Der Kanton Rennes-Est war von 1973 bis 2015 ein französischer Wahlkreis im Arrondissement Rennes, im Département Ille-et-Vilaine und in der Region Bretagne. Er umfasste mehrere Wohnviertel im Osten der Stadt Rennes, das Gelände der Universität Rennes I und das Gebiet Atalante-Ost. 

## Geschichte
Der Kanton entstand durch eine Reorganisation der Wahlkreise im Raum Rennes im Jahr 1973 und trug bis 1985 den Namen Rennes-VI. 2015 wurde der Kanton aufgelöst.

## Politik
Der Kanton hatte bis zu seiner Auflösung folgende Abgeordnete im Rat des Départements:  
| Vertreter im conseil général des Départements | Vertreter im conseil général des Départements | Vertreter im conseil général des Départements |
| Amtszeit                                      | Name                                          | Partei                                        |
| --------------------------------------------- | --------------------------------------------- | --------------------------------------------- |
| 1973–1992                                     | Roger Belliard                                | DVD                                           |
| 1992–1998                                     | Bernard Billard                               | UDF-CDS                                       |
| 1998–2015                                     | Clotilde Tascon-Mennetrier                    | PS                                            |